# Buick Roadmaster
Buick Roadmaster — американский легковой автомобиль класса люкс, выпускавшийся подразделением Buick корпорации General Motors с 1936 по 1958 и с 1991 по 1996 год.

## История
Имя Roadmaster (Повелитель дорог) взывает в памяти образ большого, мощного локомотива, и именно такими были автомобили Buick Roadmaster выпускавшиеся с 1936 по 1958 годы, а затем с 1991 по 1996 годы.
Все автомобили Buick 1936 модельного года сильно отличались от моделей предыдущего года, они имели имена, которые вскоре стали хорошо известными. Roadmaster был большим автомобилем, он имел колёсную базу длиной 131 дюйм (3327 мм), короче, чем у огромного Limited, но длиннее, чем у модели Century. Основным типом кузова был четырёхдверный седан, а для тех, кому хотелось чего-то более спортивного, предлагался открытый четырёхдверный фаэтон. Все автомобили оснащались модернизированными рядными восьмицилиндровыми двигателями. Двигатели имели две разновидности: с рабочим объёмом 3,8 л (233 кубических дюйма) и мощностью 93 л. с. (bhp) для моделей Special и рабочим объёмом 5,2 л (320 кубических дюймов) и мощностью 120 л. с. (bhp) для более крупных автомобилей. Более крупными были автомобили серии 60 Century, серии 80 Roadmaster и серии 90 Limited. В 1937 модельном году автомобили были модернизированы и смотрелись лучше машин предыдущего года. Новый карбюратор и изменённый распредвал позволили повысить мощность двигателя до 130 л. с. (bhp). Появились автомобили с кузовом Formal Sedan, у которых имелась убирающаяся стеклянная перегородка между передним и задним отделениями салона.
В 1938 модельном году автомобили стали ещё больше, их колёсная база возросла до 133 дюймов (3378 мм). Фаэтон лишился выступающего багажника, что придало автомобилю более динамичный вид, также появился закрытый автомобиль без багажника Sport Sedan. Были изменены колёсные колпаки и облицовка решётки радиатора, автомобили стали выглядеть привлекательнее. Но кроме этого, были проведены серьёзные изменения в двигателе и шасси́. Ходовые свойства были серьёзно улучшены за счёт перехода на пружины в качестве упругих элементов передней и задней подвесок. Также, спереди и сзади стали применять увеличенные гидравлические амортизаторы двустороннего действия. Мощность двигателя была повышена до 141 л. с. (bhp). Новые камеры сгорания и поршни специальной формы, завихряющие поток горючей смеси, позволили повысить степень сжатия до 6,35 без проблем с детонацией. Продажи автомобилей Buick стремительно росли, но автомобили серии 80 (Roadmaster) занимали в общем объёме выпуска малую долю, только 3,6 % в 1938 году. В 1939 модельном году не стало лучше. Несмотря на то, что общий выпуск автомобилей Buick вырос, доля моделей Roadmaster упала до 3,1 %.
Пришло время сменить направление развития, что и было сделано в 1940 модельном году. 80-я серия осталась, но она стала частью моделей Limited, а появилась новая серия 70 Roadmaster. Новые автомобили были созданы в стиле «торпедо», как модели 50-й серии Super. Исчезли подножки, сидения стали шире, а линии кузова стали плавными и гладкими. Автомобили имели колёсную базу длиной 126 дюймов (3200 мм), такую же, как модели Century, но были длиннее их. Продажи автомобилей сразу возросли в три раза.
Изменения в стиле автомобилей 1941 модельного года были ограничены только отделкой, но автомобили стали привлекательнее. Имелось четыре типа кузова: седан (Sedan), спортивное купе (Sport Coupe), открытое купе (Convertible Coupe) и элегантный открытый фаэтон (Convertible Phaeton), производство которого было прекращено в конце модельного года.
Наибольшие изменения для моделей Roadmaster (и всех больших Buick) прятались под капотом. Чарльз Чейн (Charles Chayne), главный конструктор по двигателям Buick на тот момент, со своей командой вновь выжал немного дополнительных сил из 320 кубового двигателя. В нём были произведены четыре основных изменения. Первое — это была с 6,6 до 7,0 повышена степень сжатия. Второе — были переработаны поршни, с целью снижения детонации. Третье — были применены новые, меньшего размера свечи зажигания. И четвёртое изменение — это применение так называемого «объединённого смесеобразования» (Compound Carburetion). До появления четырёхкамерных карбюраторов, в этой конструкции объединили два двухкамерных карбюратора для совместной работы. Один из них работал постоянно, а второй включался при резком разгоне и движении на высокой скорости. Такой двигатель «выдавал» 165 л. с. (bhp) и был самым мощным мотором в автомобильной промышленности США на тот момент. Скорость автомобилей Roadmaster с этим мотором достигала 164 км/ч (101,9 миль в час). Тем не менее, выпуск автомобилей упал до 15 861 шт., что составляло 4,2 % от всех автомобилей Buick.
Автомобили Buick Roadmaster 1942 модельного года и первых послевоенных лет были длиннее, ниже, шире и более просторными, за счёт увеличенной до 129 дюймов (3277 мм) колёсной базе. Внешний вид их был полностью переработан, что было необычным для того времени, конкуренты предлагали только слегка изменённые модели 1941 года. Появилась новая, с вертикальными прорезями решётка радиатора, которая сохранялась неизменной до 1954 года и новые ниспадающие протянувшиеся вплоть до задних дверей передние крылья у купе. С технической стороны, были просто устранены некоторые недостатки двухкарбюраторной системы, хотя после войны такой способ питания двигателя больше не применялся. После японской атаки на Пёрл-Харбор производство автомобилей в США стало сворачиваться. Новые автомобили были доступны только тем, кто был занят производством военной продукции. С середины января 1942 года в продажу поступили «затемнённые» автомобили без хрома в отделке. В начале февраля производство легковых автомобилей было прекращено, промышленность переориентировалась на военную продукцию.
Когда выпуск автомобилей возобновился в октябре 1945 года, Buick, как и большинство других автопроизводителей, представил слегка обновлённые автомобили 1942 года, как модели 1946 года. Хрома стало меньше, ниспадающие крылья появились и на седанах, появился навеянный войной орнамент в виде прицела на решётке радиатора. Исчезновение двухкарбюраторной системы и снижение степени сжатия уменьшили мощность двигателя до 144 л. с. (bhp). Продажи Roadmaster достигли 20 % общего объёма продаж Buick.
В 1948 и 1949 модельных годах на автомобилях Buick Roadmaster появился ряд новых оригинальных элементов, призванных выделить их среди конкурентов. Модели Roadmaster и Super были полностью новыми, впервые после войны. База автомобилей Roadmaster была уменьшена до 126 дюймов (3200 мм), соответственно уменьшилась и длина. Но всё равно это был очень большой и тяжёлый автомобиль. Характерной его чертой было выпуклое, состоящее из двух частей ветровое стекло. На некоторых автомобилях устанавливался хромированный боковой молдинг, идущий вниз от переднего крыла, а затем вверх вокруг задней арки. Этот элемент дизайна, в том или ином виде оставался на автомобилях до 1958 года. Модельный ряд 1949 года состоял из седана, седанета (фастбэка), кабриолета и универсала, но в середине года к ним присоединился Buick Roadmaster Rivera, первый из трио (Oldsmobile Futuramic 98 Holiday и Cadillac Coupe de Ville) хардтопов впервые представленных корпорацией GM в этом году.
Именно на автомобилях Roadmaster впервые появились декоративные вентиляционные отверстия на передних крыльях, которые иногда называют иллюминаторами или, с лёгкой руки карикатуриста Рассела Брокбэнка (Russell Brockbank), «мышиными норками». По четыре отверстия с каждой стороны были у моделей Roadmaster, по три у моделей Super. Первоначально они были сквозными и, как утверждали специалисты Buick, были предназначены для улучшения охлаждения подкапотного пространства. Но вскоре они были заглушены и стали чисто декоративными элементами. Впервые эти отверстия на своей машине сделал Нэд Никлс (Ned Nickles), один из ведущих дизайнеров Buick. Наделённый чувством юмора, он вставил в них лампочки и соединил их с прерывателем системы зажигания так, что лампочки моргали в такт с оборотами двигателя. Всё это имитировало языки пламени, вырывающегося из выхлопных труб. Харли Эрлу, вице президенту GM и главному дизайнеру компании, понравилась эта идея, и он приказал установить эти элементы на автомобили 1949 года, но без моргающих ламп.
Главным техническим новшеством этих послевоенных лет было представление Dynaflow — первой в легковой автопромышленности автоматической трансмиссии с гидротрансформатором. Она устанавливалась как опция, но сразу стала очень популярной. С 1949 модельного года трансмиссия Dynaflow стала стандартным оборудованием автомобилей Roadmaster и доступна за доплату на других сериях Buick. Для компенсации потерь в автоматической трансмиссии, была до 150 л. с. (bhp) повышена мощность двигателя за счёт небольшого увеличения степени сжатия. Продажи Buick росли и модели Roadmaster в 1949 году составляли 26,8 % от них.
Автомобили Roadmaster 1950, 1951 и 1952 модельных годов менялись эволюционно. Смена стиля 1950 года показала миру новую «зубастую» решётку радиатора, вызвавшую множество насмешек. В этом модельном году автомобили Roadmaster выпускались на двух колёсных базах: 126 ¼ дюйма (3207 мм) — для всех моделей и на четыре дюйма большая база (130 дюймов, 3302 мм) — для четырёхдверных седанов. Технических изменений было мало, так в приводе клапанов двигателя появились гидравлические компенсаторы зазоров. Выпуск автомобилей Buick нарастал, но модели Roadmaster занимали только 11,7 % от общего числа, в основном из-за растущей популярности серии Special. В 1952 модельном году появился, как опция, гидроусилитель руля, была увеличена до 170 л. с. (bhp) мощность двигателя, в основном за счёт применения нового четырёхкамерного карбюратора.
Рядный восьмицилиндровый двигатель 16-летней давности устарел. Новые V-образные короткоходные двигатели уже появились на автомобиля Cadillac и Oldsmobile. Настало время Buick представить свой собственный двигатель V8. И новый мотор был готов вовремя, он был представлен в конце 1952 года для автомобилей 1953 модельного года, золотого юбилея марки. Имея практически тот же рабочий объём (321,7 против 320,2 кубических дюймов) он был короче, ниже и легче. Развивая 188 л. с. (bhp), он был на 10,6 % мощнее. Как и предыдущий двигатель, он питался от четырёхкамерного карбюратора, но имел 12-вольтовое электрооборудование. Это позволило устанавливать на автомобили, за дополнительную плату кондиционер. Совместно с двигателем была представлена новая автоматическая трансмиссия Twin-Turbine Dynaflow, более тихая в работе и позволяющее быстрее разгонять автомобиль. С новым двигателем автомобиль разгонялся до 103 миль в час (166 км/ч), впервые за послевоенное время превысив рубеж в 100 миль в час для автомобилей Buick. Высокие скорости потребовали новых тормозов, и они были внедрены, но поспешно, без должной проверки. Новый гидропривод тормозов с усилителем часто отказывал, что нашло своё отражение в знаменитой книге Ральфа Нейдера «Опасен на любой скорости».
В 1953—1956 годах автомобили Buick Roadmaster получили множество разнообразных новинок. В 1953 модельном году все серии автомобилей Buick, включая вновь появившуюся серию Century, были полностью переработаны. Автомобили Roadmaster и Super вместе с моделями Cadillac были созданы на новой корпоративной платформе General Motors названной C-body. Это были большие вместительные автомобили, большей длины и с большей колёсной базой, чем все их аналоги. Появилась ограниченная серия открытых автомобилей Roadmaster под названием Skylark. У них были открытые арки, колёса со спицами, красивый молдинг в виде наконечника стрелы или «галочки» на боковинах и полный набор дополнительного оборудования. С 1961 года автомобили Skylark стали отдельной маркой Buick.
В 1954 модельном году была модернизирована передняя подвеска, мощность двигателя возросла до 200 л. с. (bhp). Был модернизирован усилитель руля, а усилитель тормозов стал стандартным оборудованием. Автоматически поднимающиеся окна стали стандартным оборудованием хардтопов и кабриолетов и были доступны на заказ на седанах. В этом году Buick вышел на третье место по объёмам выпуска автомобилей, обогнав Plymouth. Большую часть продаж автомобилей Buick давали модели Special и Century, модели Roadmaster составляли только 11,6 %.
В 1955 году Харлоу Куртис (Harlow Curtice), ставший президентом GM в 1953 году, жёстко потребовал от нового руководства Buick нарастить объём выпуска, хотя заводы и так работали на пределе возможностей. В результате были допущены серьёзные ошибки в контроле качества продукции, что серьёзно подорвало репутацию марки. Тем не менее, автомобили развивались. Мощность двигателя была увеличена до 236 л. с. (bhp), появилась новая автоматическая трансмиссия Variable-Pitch Dynaflow. У неё, при интенсивном разгоне, менялся угол наклона лопаток гидротрансформатора. Это позволяло автомобилю быстрее разгоняться и проще совершать обгон. Скорость автомобилей достигала 110 миль в час (177 км/ч), а разгон до 60 миль в час (97 км/ч) занимал 11,7 секунд. Появился новый четырёхдверный хардтоп Riviera ставший самой популярной моделью Roadmaster. Его выпуск в два раза превысил выпуск обычных седанов. Но общая доля автомобилей Buick на рынке стала падать, хотя они сумели удержаться на третьем месте в гонке продаж.
С целью поддержать интерес к марке в моделях 1957—1958 годов был произведён ряд изменений. В 1957 модельном году был вновь полностью обновлён внешний вид автомобилей. По мнению многих он получился ужасным. Хорошим было то, что автомобили получили новый двигатель рабочим объёмом 6 л (363,5 кубических дюйма) мощностью 300 л. с. (bhp). В передней подвеске стали применяться шаровые шарниры (шаровые пальцы), что улучшило управляемость больших моделей Buick, но они по-прежнему «вяло» входили в поворот. Отвечая на одной из пресс-конференций на вопрос по поводу топливной экономичности больших моделей Buick один из руководителей фирмы пошутил: — «Мы доставим удовольствие компаниям по производству топлива». В результате Buick скатился на четвёртое место по объёму выпуска автомобилей в этом году.
В 1958 году было сделано всего несколько изменений в механике автомобилей. Появились новые тормоза с алюминиевыми тормозными барабанами. По заказу предлагалась пневматическая подвеска, но она была «кошмарной». Изменение внешнего вида путём добавления хрома сделало автомобили похожими на музыкальные автоматы. Была возобновлена серия Limited, это были просто удлинённые автомобили Roadmaster. На фирме называли модели Buick 1958 года ослепительными. Но публика не была ослеплена. С учётом общего спада продаж в этом году выпуск автомобилей Buick снизился на 37 %. В 1959 модельном году автомобили Buick получили новый внешний вид, были изменены названия серий и большие модели Roadmaster исчезли из производственной программы.
В течение почти 35 лет автомобили прогрессировали: становились меньше, легче и менее мощными. Но определённая часть американцев всегда ностальгировала по тем дням, когда существовали большие дорожные локомотивы. К тому же наиболее респектабельные автомобильные фирмы продолжали выпускать автомобили, приводимые в движение сзади. На фирме Buick отказались от классической компоновки в 1985 году, хотя многим покупателям это не понравилось.
«Большое количество людей брали наши полноразмерные автомобили в прошлом, в 1960-х и 1970-х», — говорили представители фирмы на показе нового Buick Roadmaster, — «а затем мы почти полностью переключились на производство переднеприводных автомобилей. Но многие люди продолжали покупать машины с задним приводом. И, так как, мы на Buick и, во многих случаях, на GM не предлагали их, мы потеряли множество лояльных и преданных покупателей. Это (новый Roadmaster) наш шанс вернуть себе этих людей и сделать их частью нашей семьи с помощью полноразмерного автомобиля классической компоновки». Было сказано, что с самого начала работ над новым большим автомобилем Buick ему было присвоено имя Roadmaster. «Buick очень богат на хорошие автомобильные имена», — сказал представитель фирмы. — «Люди продолжали упоминать название Roadmaster, хотя такие автомобили уже давно не выпускаются. Одна из характерных черт владельцев автомобилей Buick — их желание самостоятельно управлять автомобилем, они желают ездить, а не кататься. Это желание повелевать дорогой и является главной чертой нового автомобиля Roadmaster».
Итак, Buick представил новый Roadmaster в 1991 модельном году. Он не был таким большим как раньше, но и маленьким его назвать трудно, особенно по современным стандартам. Двигатель V-8 рабочим объёмом 5,7 л (350 кубических дюймов) был меньше, чем в 1958 году, но это был самый большой мотор Buick на то время. Колёсная база возрождённого большого Buick составляла 115,9 дюймов (2944 мм), больше, чем у выпускавшегося в то время большого автомобиля Buick Park Avenue, но короче чем у автомобиля Roadmaster 1958 года. Общая длина была сопоставима с длиной автомобиля 1958 года и была больше, чем у Park Avenue 1991 года. Предлагалось два типа кузова: универсал (представлен в 1991 модельном году) и четырёхдверный седан (представлен в 1992 модельном году). Последний использовал меньший двигатель рабочим объёмом 5,0 л для того, чтобы соответствовать федеральным нормам по экономии топлива, но, как и седан, он имел щедрое оборудование и красивую отделку.
Когда был задан вопрос о стиле новых автомобилей, было сказано, что решётка радиатора копировалась с «зубастых» Roadmaster 1942—1954 годов. А когда журналисты стали пытать представителя фирмы о намекающей на декоративные отверстия старых автомобилей накладке на задней стойке седана, он ответил: «Да, правильно, это иллюминаторы. Нам показалось, что они не будут смотреться на передних крыльях так же хорошо как раньше, всё это немного старомодно, а сзади, да, это небольшой намёк на них». В общем, создаётся впечатление, что дизайнеры очень старались, чтобы Roadmaster 1992 года выглядел как оглядка в прошлое, и они сделали это с большим уважением. В результате оказалось, что имя подходит наследнику, напоминая о шикарных автомобилях послевоенного периода.
Роль автомобиля состояла в том, чтобы привлечь покупателей желающих иметь традиционный полноразмерный автомобиль. Задний привод, двигатель V8, импозантные размеры и возможность буксировки прицепа массой более 2 т были его сильными чертами. Этот новый автомобиль представлял собой поворот к тем временам, когда Roadmaster был одним из самых больших и мощных автомобилей на американских дорогах. Как одна из самых популярных моделей Buick он был продан в количестве 866 807 экземпляров в период с 1936 по 1958 годы. «Будет ли достигнута цифра в 1 млн шт.?» — был задан вопрос руководству фирмы. — «Мы думаем, что нет. Мы не ставим какие-то особые задачи перед этим автомобилем. Мы бы хотели, чтобы все линейки моделей Buick достигли своего уровня продаж, но универсалы, сами по себе, имеют большой потенциал. Мы предполагаем, что их продажи возрастут на 50 % или что-то около этого. В год продаётся примерно 600 тыс. больших автомобилей классической компоновки, так что Roadmaster возьмёт свою долю». Общие продажи Roadmaster так и не достигли уровня в 1 млн шт. к тому времени, когда в 1996 году их производство было прекращено. Но он продавался хорошо, в 1992 году было продано 85 309 автомобилей.

## Комментарии
1. ↑  Модельный год отличается от календарного. Обычно, но не всегда, в конце сентября или начале октября текущего календарного года автомобили следующего модельного года показывали публике и они поступали в продажу. Здесь везде, кроме отдельно оговоренных случаев, используются данные за модельный год.
2. ↑  Brake Horsepower — мощность двигателя без дополнительного оборудования (водяной насос, генератор и т. п.), брутто, примерно на 10—15 % больше мощности замеренной по современным нормам (SAE).